# Bordkanone BK 3,7
Bordkanone BK 3,7 var en tysk 37 mm automatkanon som användes under andra världskriget. Den var avsedd att användas mot både pansarfordon och flygplan och var baserad på 3,7 cm FlaK 43. Den monterades primärt i akankapslar under vingarna eller buken.

## Användning
- Junkers Ju 87G-1 & G-2
- Henschel Hs 129B-2
- Messerschmitt Bf 110G-2